# NGC 5396
NGC 5396 је спирална галаксија у сазвежђу Ловачки пси која се налази на NGC листи објеката дубоког неба.
Деклинација објекта је + 29° 9' 51" а ректасцензија 13h 56m 55,9s. Привидна величина (магнитуда) објекта NGC 5396 износи 12,0 а фотографска магнитуда 12,8. Налази се на удаљености од 37,8000 милиона парсека од Сунца. NGC 5396 је још познат и под ознакама NGC 5375, UGC 8865, MCG 5-33-27, IRAS 13546+2924, KARA 605, CGCG 162-35, PGC 49604.